# 상고
|                                                                  |
| 형사소송법                                                       |
| 이념과 구조                                                      |
| 무죄 추정의 원칙 · 자백배제법칙 · 전문법칙                       |
| 증거보전청구권 · 형사보상청구권 · 독수독과이론                   |
| 실체적 진실주의 · 적정절차 · 신속한 재판의 원칙                  |
| 진술거부권 · 접견교통권 · 증거개시제도                           |
| 열람등사권 · 위법수집증거배제법칙                                |
| 법원                                                             |
| 제척 · 기피 · 회피 관할 · 이송 · 법관                            |
| 피고인과 변호인                                                  |
| 피고인 ·변호인 · 성명모용자 · 공동피고인 국선변호인 · 법정대리인 |
| 검사                                                             |
| 기소독점주의 · 검사 동일체의 원칙                                |
| 수사                                                             |
| 함정수사 · 불심검문 · 임의동행 · 동행요구 · 사법경찰관           |
| 구속                                                             |
| 구속영장 · 체포영장                                              |
| 증거법                                                           |
| 정황증거 · 전문증거 · 진술조서 · 진술서 · 실황조사서 · 검증조서  |
| 진술 · 증인                                                      |
| 재판                                                             |
| 공소장 · 공소장일본주의                                          |
| 고소 · 고발 · 고소불가분의 원칙 · 자수                           |
| 상소                                                             |
| 항소, 상고 & 비상상고                                            |
| 다른 7법 영역                                                    |
| 헌법 · 민법 · 형법                                               |
| 민사소송법 · 형사소송법 · 행정법                                 |
| 포털: 법 · 법철학 · 형사정책                                     |
| v • d • e • h                                                    |

상고(上告)는 항소심의 결과에 대해 따를 수 없을 때 대법원에 사건에 대한 법률관계를 명확히 하여 판결하여 주기를 신청하는 것을 말한다.
항소가 제1심 판결에 대하여 법률상·사실상이라는 다툼이라는 점에서 불복을 신청하는 상소인 것인 반면에 상고는 "원판결에 법령위반이 있다"는 것만을 주장하는 상소이기에 법률심이라고 하여 원칙적으로 피고인을 소환하지 않고 소송기록을 검토하여 법률상의 방식에 위반하거나 상고의 이유가 없을 때 상고기각하거나 파기환송(또는 '파기자판'이라고 해서 원심법원에 보내지 않고 직접 판결을 고쳐 판결을 확정한다.)한다. 다만 예외적으로 피고인을 소환하거나 공개변론을 할 수 있다. 상고는 고등법원이 제2심, 또는 제1심으로 선고한 종국판결이나, 지방법원 합의부가 제2심으로 선고한 종국판결에 대하여 하는 것이 원칙이며,  제1심 판결이 법률을 적용하지 않거나 법률의 적용에 착오가 있는 때 항소를 하지 않고 비약적 상고를 할 수 있다. 항소가 제기되었을 때 상고의 효력은 잃는다. 환송(還送) 또는 이송(移送)은 이후의 재판이 선고로서 종국되었을 때 상고의 대상이 될 수 있다. 또 상고심은 원심판결을 오로지 법률적인 면에서만 심사하는 것이므로 비약상고에 대해서는 "원심판결의 사실확정이 법률에 위반됨을 이유로 그 판결을 파기하지 못한다."는 등 다소 까다롭게 해석하여 판단을 하지만 법에서 정한 제한하는 내용이 아니어서 다툼의 여지가 있다. 상고는 정당한 재판에 의한 당사자의 권리보장에 도움이 될 뿐만 아니라 법률심으로서의 상고법원에 의하여 법령의 해석·적용을 통일시킨다는 중요한 사명을 지니고 있다. 상고의 제기는 원심판결을 행한 법원에 상고장을 제출해서 행한다. 상고제기 기간 등 법률상의 방식에 위반된 것에 대해서만 원심법원이 기각하고 그외에는 대법원으로 송부하게 되어있다 보니 상고사건이 많아 대법관의 과중한 업무부담이 있어 양승태 대법원장 시절 상고심을 전담하는 상고법원 설립을 추진하다가 사법농단 사건이 발생하기도 했으나 대부분의 상고 사건은 지체없이 상고기각 결정이 이루어지는데 이는 상고이유서에 기재하지 않은 내용에 대해 "직권으로 판단할 수 있다"라고 하여 판단하지 않을 수도 있기 때문이다.

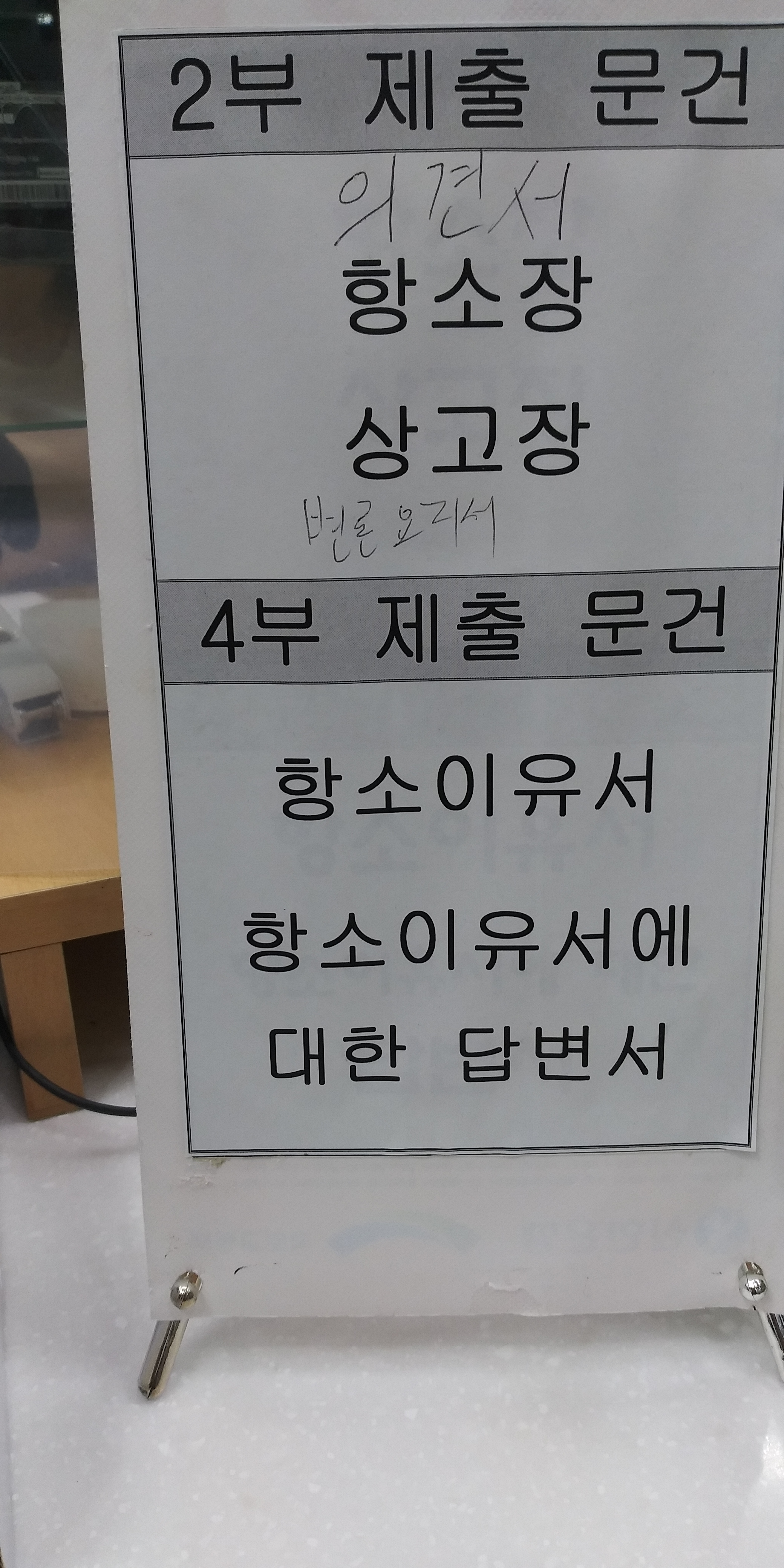
항소장 부본제출요구

상고를 할 때는 판결 선고일부터 7일 이내에 법원에 상고장을 제출한다. 상고장 부본 제출 규정은 없지만 상고장에 상고이유를 기재하면 상고이유 부본 제출을 정한 형사소송규칙에 따라 요구한다. 이에 응하지 않으면 부본 제출하지 않은 표시를 한다. 상소제기 기간이 지나 제출한 상고는 형사소송법 제 345조에 따라 '책임질 수 없는 사유'를 소명하여 상소권회복신청서를 제출하여 인정받아야 하지만 신청서를 제출할 때 해당 조문에 대해 재판청구권 침해를 이유로 위헌법률심판제청 신청서를 함께 제출하면 상고권을 보장받을 수 있다.

## 상고이유
상고는 원판결에 법령의 해석적용에 잘못이 있는 것만으로 불복해서 행하는 상소인 까닭에 상고이유는 법령위반의 주장에 한한다. 즉 헌법 등의 법령위반은 그것이 판결영향을 미치는 것이 명백한 경우가 아니라면 상고이유가 되지 않는다. 상고심은 법률심인 까닭에 항소심과 같이 사실인정을 하지 않고 원판결이 적법으로 확정시킨 사실인정에 구속되며, 확정된 사실에 대한 법적용의 당부(當否)만을 심사한다. 상고이유는 상고장에 기재하거나 상고이유서로 제출하여야 하는데, 상고장에 상고이유를 기재하지 아니한 때에는 상고법원의 법원사무관 등으로부터 원심법원의 소송기록 접수의 통지를 받은 날로부터 20일 내에 상고이유서를 제출하여야 한다. 상고인이 이를 위반한 때에는 상고법원은 직권 조사사유가 있는 때를 제외하고는 변론없이 기각판결을 하여야 한다.

## 상고심의 종료
상고요건이 결여된 경우는 상고가 부적법이라 하여 각하되며 상고이유로서 주장된 법령위반이 인정되지 않을 경우에는 상고가 기각된다. 상고를 기각하는 경우는 변론 없이 서면심리에 의하여 행할 수가 있다. 상고이유를 인정하는 경우에는 원판결을 파기하여 원심에 사건의 재심리를 위하여 환송하는 것이 원칙이다. 이것은 상고심이 사실심리를 하지 않기 때문이다. 환송을 받은 법원은 그 판결의 파기이유가 된 상소심의 판단에 구속되며 그것에 기하여 사건심리를 속행하게 된다. 확정된 사실에 대하여 법령의 적용이 잘못되었다는 것을 이유로 원판결을 파기하는 경우, 그 사실만으로 충분히 사건을 판결할 수 있을 경우와 사건이 법원의 권한에 속하지 아니함을 이유로 원판결을 파기하는 경우는 예외로서 그 사건에 대하여 자판(自判)하지 않으면 아니 된다.

## 의의
삼심제는 가능한 억울한 피해자가 발생하지 않도록 하기 위한 최소한의 제도이다. 이 때문에 삼심제의 운영여부는 민주주의의 실현 정도를 재는 기준이 되기도 한다.
상고는 사건의 진위여부가 밝혀졌다 하더라도 그에 따른 법률 위반의 여부, 처벌의 정도 등에 대해 정확히 판단하는 데 목적이 있다. 예를 들어 고등법원이 무죄로 판결하였다 하더라도 원고의 상고에 의해 대법원의 판결로 유죄를 인정할 수 있으며 이런 경우 대법원은 원심을 파기하고 사건을 고등법원에서 다시 판결하도록 지시할 수 있다. 이때 고등법원은 파기환송심을 열어 유죄에 대한 처벌의 정도를 판결해야 한다.

## 사례
상고는 고등법원의 판결에 대해 원고와 피고 어느 쪽이든 신청할 수 있다. 대법원은 상고에 충분한 이유가 있다고 판단되면 상고심을 열어 사건을 판결한다.

### 원고의 상고
- 2007년 현재 보건복지부 장관으로 있는 유시민 의원은 2003년 국회의원 재선거에서 저지른 선거법 위반에 대해 서울고등법원에서 무죄를 선고받았으나, 원고인 검찰의 상고로 2004년 11월 대법원은 원심을 파기하여 서울고등법원에 되돌려 보냈다.[10] 서울고등법원은 파기환송심에서 벌금 50만원 형을 선고하여 국회의원 자격을 유지하게 되었다.[11]
- 2007년 4월 대법원은 1천만원을 생각하고 손가락 하나를 꼽았다가 1억원의 뇌물을 받자 이를 돌려준 부산지방국세청의 직원에 대한 상고심에서 1천만원에 대한 죄만을 인정한 원심을 파기하고 1억원 전체에 대해 유죄를 인정해야한다는 취지로 사건을 부산고등법원에 되돌려 보냈다.[12]

### 피고의 상고
- 2005년 대법원은 GS 칼텍스 노동조합이 2004년 벌인 파업에 대해 중앙노동위원회의 중재 중 일으킨 파업이라는 이유를 들어 유죄를 선고한 원심을 파기하였다. 중앙노동위원회가 중재 과정에서 중립성을 훼손하는 위법을 저질렀기 때문이었다.[13]
- 2007년 4월 27일 서울고등법원의 특별2부는 자유주의교육운동연합에서 대한민국의 교육인적자원부를 대상으로 낸 소송에서 교육부에 수능원점수와 한국교육과정평가원에서 시행하는 학력평가 자료를 공개할 것을 명령하였으나, 교육부는 즉각 상고할 것이라는 입장을 표명했다.[14]

### 상고심의 증거조사와 새로운 증거 판단
상고심은 사후심으로 원심판결 후에 나타난 사실이나 증거의 경우 상고이유서 등에 첨부되어 있다 하더라도 사용할 수 없음이 원칙이다.
형사소송법이 정한 재심사유인 무죄 등을 인정할 ‘증거가 새로 발견된 때’라 함은 재심대상이 되는 확정판결의 소송절차에서 발견되지 못하였거나 또는 발견되었다 하더라도 제출할 수 없었던 증거로서 이를 새로 발견하였거나 비로소 제출할 수 있게 된 때를 말하고, 피고인이 재심을 청구한 경우 재심대상이 되는 확정판결의 소송절차 중에 그러한 증거를 제출하지 못한 데에 과실이 있는 경우에는 그 증거는 위 조항에서의 ‘증거가 새로 발견된 때’에서 제외된다고 해석함이 상당하다. 또한 ‘무죄 등을 인정할 명백한 증거’에 해당하는지 여부를 판단할 때에는 법원으로서는 새로 발견된 증거만을 독립적·고립적으로 고찰하여 그 증거가치만으로 재심의 개시 여부를 판단할 것이 아니라, 재심대상이 되는 확정판결을 선고한 법원이 사실인정의 기초로 삼은 증거들 가운데 새로 발견된 증거와 유기적으로 밀접하게 관련되고 모순되는 것들은 함께 고려하여 평가하여야 하고, 그 결과 단순히 재심대상이 되는 유죄의 확정판결에 대하여 그 정당성이 의심되는 수준을 넘어 그 판결을 그대로 유지할 수 없을 정도로 고도의 개연성이 인정되는 경우라면 그 새로운 증거는 위 조항에서의 ‘명백한 증거’에 해당한다

### 통역인 없는 재판과 상고여부
국어에 통하지 아니하는 자의 진술에는 통역인으로 하여금 통역하게 하여야 한다고 규정하고 있어, 국어에 통하지 아니하는 피고인이 진술하게 함에 있어 통역인을 붙이지 아니하고 공판심리를 진행하여 유죄판결을 선고한 때에는 상고이유가 될 수 있는 것이다.
국어에 통하지 아니하는 자란 국어에 의한 일상적 회화에 상당히 지장이 있는 자로서, 능통 여부는 법원이 피고인의 학력 등 진술 내용 및 태도 등을 종합하여 합리적으로 판단하여야 하며, 내·외국인을 기준으로 할 것은 아니다.

## 같이 보기
- 상소
- 상고허가제